# Ruta departamental AN-110
La Carretera Cátac - Chavín - San Marcos, oficialmente Ruta departamental AN-110, es una vía que recorre las provincias de Recuay y Huari, y que beneficia de manera indirecta a la provincia de Antonio Raimondi en el departamento peruano de Áncash.
La vía atraviesa el Parque Nacional Huascarán, haciendo posible la unión del Callejón de Huaylas y la Sierra Oriental de Áncash mediante el Túnel de Cahuish de 500 metros que atraviesa un pico menor de Cordillera Blanca a 4490 m s. n. m.

## Historia
La vía fue construida por etapas como trocha carrozable desde 1950. En el 2005 se asfaltó en su totalidad, sin embargo el tramo Cahuish - San Marcos quedaría intransitable luego de dos años, debido al escaso mantenimiento y a las fuertes precipitaciones pluviales. Entre 2016 y 2019 se completó el asfaltado de toda la vía con un valor presupuestal de 87 millones 515 mil nuevos soles.